# Jékafo
Jékafo est une commune rurale du Mali de l'arrondissement central de Béléko, dans le cercle de Béléko et la région de Dioïla. Elle a pour chef-lieu la localité de Bougoucourala.

## Villages
La commune s'étend sur 8 villages relevés lors du recensement général de 2009. 
Les villages les plus peuplés sont :
- Bougoucourala (1 775 habitants) ;
- Wondia (1 140 habitants) ;
- Diélé (1 066 habitants).